# Pavie (Gers)
Pavie é uma comuna francesa na região administrativa de Occitânia, no departamento de Gers. Estende-se por uma área de 24,67 km². Em 2010 a comuna tinha 2 609 habitantes (densidade: 105,8 hab./km²).